# L'hotel degli amori smarriti
L'hotel degli amori smarriti (Chambre 212) è un film del 2019 diretto da Christophe Honoré.
La pellicola è stata presentata il 18 maggio al Festival di Cannes 2019. È stata inserita nella sezione Un Certain Regard, dove l'attrice protagonista Chiara Mastroianni ha vinto il premio come miglior attrice.

## Trama
Maria e Richard sono sposati da vent'anni. Una sera lui scopre che lei ha un amante: si tratta di un suo studente dell'università. Non valgono a nulla le motivazioni che Maria adduce. Richard è sconvolto. Lei decide allora di lasciare il domicilio coniugale senza andare però troppo lontano: la stanza numero 212 dell'hotel di fronte a casa. Da lì può avere una visione a distanza sul consorte e sul suo matrimonio. Ma non sarà sola in questa riflessione.

## Riconoscimenti
- 2019 - Festival di Cannes
  - Miglior attrice Un Certain Regard a Chiara Mastroianni